# Hàm rect

Hàm rect.

Hàm chữ nhật hay hàm rect là một hàm toán học liên tục được định nghĩa như sau:
{\displaystyle \operatorname {rect} (t)=\sqcap (t)={\begin{cases}0&{\text{khi }}|t|>{\frac {1}{2}}\\[3pt]{\frac {1}{2}}&{\mbox{khi }}|t|={\frac {1}{2}}\\[3pt]1&{\text{khi }}|t|<{\frac {1}{2}}.\end{cases}}}
Ngoài ra, trong nhiều lĩnh vực đặc biệt là lĩnh vực xử lý tín hiệu, hàm rect còn được định nghĩa theo cách khác như sau:
{\displaystyle \operatorname {rect_{d}} (t)={\begin{cases}1&{\text{khi }}|t|\leq {\frac {1}{2}}\\[3pt]0&{\text{khi }}|t|>{\frac {1}{2}}.\end{cases}}}

## Biến đổi Fourier
Biến đổi Fourier liên tục của hàm rect là một hàm sinc:
{\displaystyle {\begin{aligned}{\mathcal {F}}\{\operatorname {rect} (t)\}&=\int _{-\infty }^{\infty }\mathrm {rect} (t)\cdot e^{-i2\pi ft}\,dt={\frac {\sin(\pi f)}{\pi f}}=\mathrm {sinc} (\pi f)=\mathrm {si} (f).\end{aligned}}}
và:
{\displaystyle {\mathcal {F}}\{\operatorname {rect} (t)\}={\frac {1}{\sqrt {2\pi }}}\int _{-\infty }^{\infty }\mathrm {rect} (t)\cdot e^{-i\omega t}\,dt={\frac {1}{\sqrt {2\pi }}}\cdot \mathrm {sinc} \left({\frac {\omega }{2\pi }}\right).}

## Mối quan hệ với hàm tri
Tích chập của 2 hàm rect là 1 hàm tri.
{\displaystyle \mathrm {tri} (t)=\mathrm {rect} (t)*\mathrm {rect} (t).\,}

## Ứng dụng trong xác suất
Sử dụng hàm rect như là một hàm mật độ xác suất, nó là 1 trường hợp đặc biệt của phân phối đều liên tục với {\displaystyle a,b=-{\frac {1}{2}},{\frac {1}{2}}}.
Hàm đặc trưng:
{\displaystyle \varphi (k)={\frac {\sin(k/2)}{k/2}},\,}
Hàm sinh mômen:
{\displaystyle M(k)={\frac {\mathrm {sinh} (k/2)}{k/2}},\,}
với {\displaystyle \mathrm {sinh} (t)} là một hàm hypebolic.

## Biểu diễn bằng hàm hữu tỉ
Hàm rect có thể được biểu diễn dưới dạng là giới hạn của 1 hàm hữu tỉ:
{\displaystyle \sqcap (t)=\lim _{n\rightarrow \infty ,n\in \mathbb {(} Z)}{\frac {1}{(2t)^{2n}+1}}}

### Chứng minh
- Trường hợp {\displaystyle |t|<{\frac {1}{2}}}. Với mọi số nguyên n thì (2t)2n luôn luôn dương. Do 2t<1 cho nên (2t)2n→0 khi n→∝.

Suy ra:
{\displaystyle \lim _{n\rightarrow \infty ,n\in \mathbb {(} Z)}{\frac {1}{(2t)^{2n}+1}}={\frac {1}{0+1}}=1,|t|<{\frac {1}{2}}}
- Trường hợp {\displaystyle |t|>{\frac {1}{2}}}. Với mọi số nguyên n thì (2t)2n luôn luôn dương. Do 2t>1 cho nên (2t)2n→∝ khi n→∝.

Suy ra:
{\displaystyle \lim _{n\rightarrow \infty ,n\in \mathbb {(} Z)}{\frac {1}{(2t)^{2n}+1}}={\frac {1}{+\infty +1}}=0,|t|>{\frac {1}{2}}}
- Trường hợp {\displaystyle |t|={\frac {1}{2}}}.

Dễ dàng ta có:
{\displaystyle \lim _{n\rightarrow \infty ,n\in \mathbb {(} Z)}{\frac {1}{(2t)^{2n}+1}}=\lim _{n\rightarrow \infty ,n\in \mathbb {(} Z)}{\frac {1}{1^{2n}+1}}={\frac {1}{1+1}}={\frac {1}{2}}}
Từ đó có thể định nghĩa hàm rect như sau:
{\displaystyle \therefore \mathrm {rect} (t)=\sqcap (t)=\lim _{n\rightarrow \infty ,n\in \mathbb {(} Z)}{\frac {1}{(2t)^{2n}+1}}={\begin{cases}0&{\mbox{if }}|t|>{\frac {1}{2}}\\{\frac {1}{2}}&{\mbox{if }}|t|={\frac {1}{2}}\\1&{\mbox{if }}|t|<{\frac {1}{2}}.\blacksquare \\\end{cases}}}